# Palais Goltz-Kinsky
Das Kinský-Palais (auch 

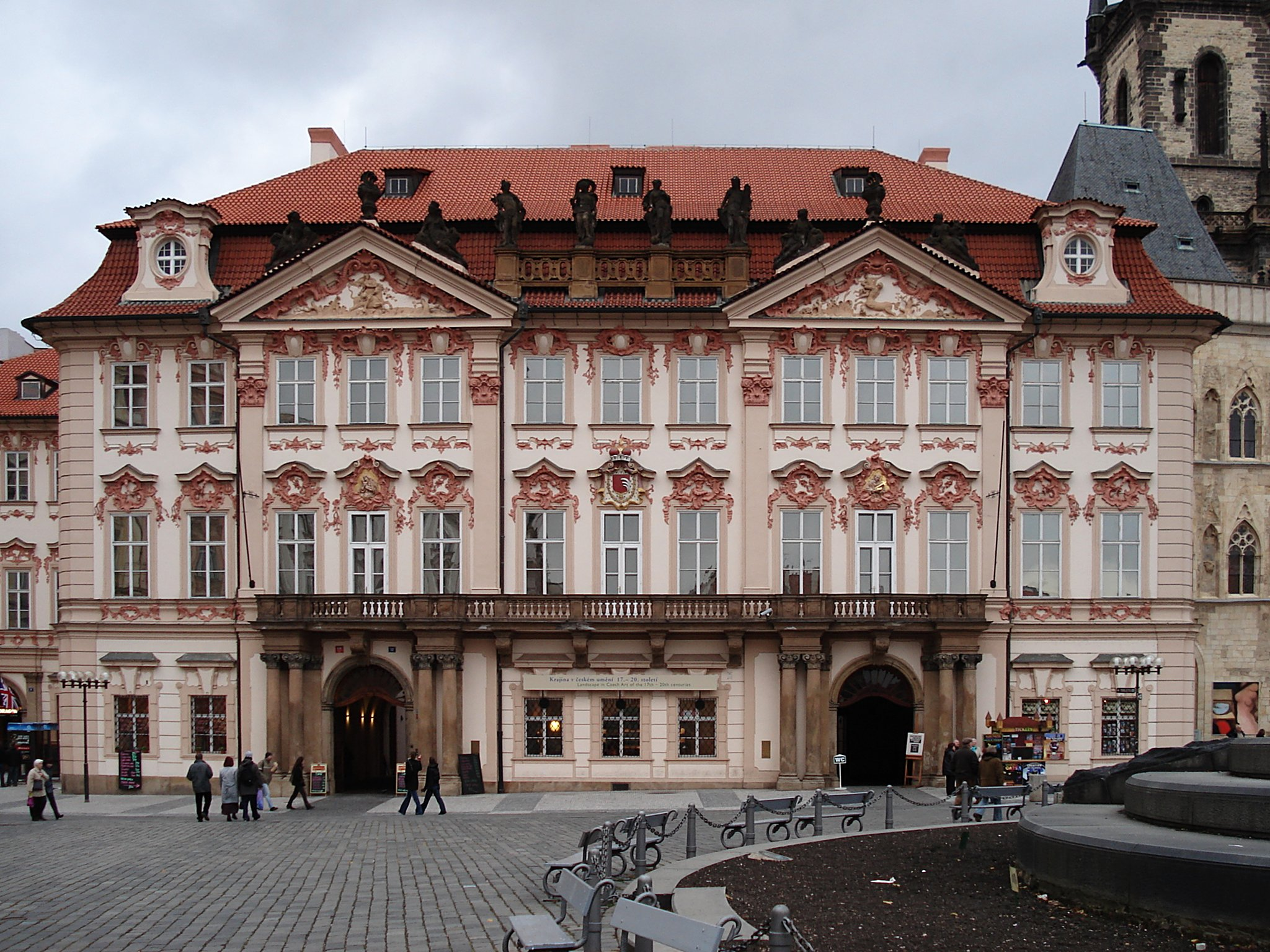
Palais Kinsky, Frontalansicht

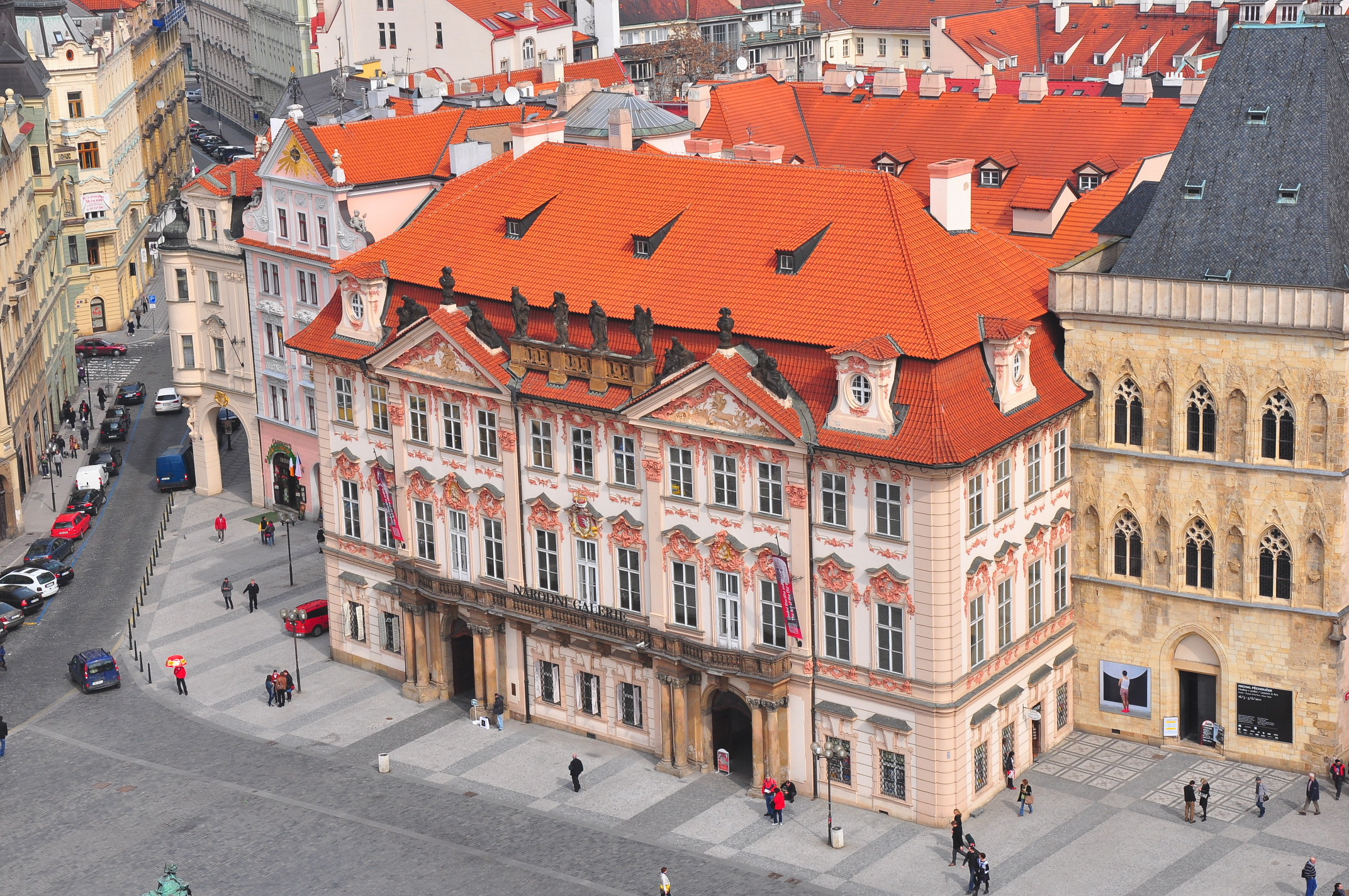
Das Palais Kinsky von oben, rechts daneben das Haus zur steinernen Glocke

Palais Goltz-Kinsky, tschechisch Palác Goltz-Kinských oder Palác Kinských) ist ein Stadtpalais am Altstädter Ring (Staroměstské náměstí) Nr. 11/12 in der
tschechischen Hauptstadt Prag.

## Geschichte
In den Jahren 1755–1765 wurde an der Stelle zweier mittelalterlicher Häuser ein neues Barockpalais erbaut. Reste eines vorherigen mittelalterlichen Kreuzgewölbes sind im nördlichen Teil erhalten.
Den Auftrag zum Neubau gab der Besitzer Johann Ernst Wenzel Graf von der Goltz. Die Entwürfe stammen von Kilian Ignaz Dientzenhofer, der jedoch noch vor Baubeginn 1751 verstarb. Sein Werk führte danach der italienische Baumeister Anselmo Lurago fort. 
Nach dem Tod des Grafen von der Goltz verkaufte seine Witwe 1768 das Gebäude an die böhmische Adelsfamilie Kinsky (welche das Gebäude bis 1945 in Besitz hatte). Später wurde noch ein Barockanbau ergänzt.
1819 wohnte Anton Langweil dort. 1843 wurde Gräfin Kinsky von Wchinitz und Tettau, bekannt als Bertha von Suttner im Palais Kinsky geboren und verbrachte dort einen Teil ihrer Kindheit. Sie wurde später die erste weibliche Friedensnobelpreisträgerin.
Seit etwa 1880 war das K.k. Staatsgymnasium mit deutscher Unterrichtssprache in Prag-Altstadt im Hinterhaus untergebracht, das unter anderem Franz Kafka besuchte. Von 1912 bis 1918 hatte dessen Vater Hermann Kafka im Vorderhaus ein Kurzwarengeschäft. Von 1922 bis 1934 beherbergte der Palast die Gesandtschaft der Polnischen Republik.
Am 25. Januar 1948 hielt Klement Gottwald vom Balkon des Kinsky-Palastes eine Rede, die später irrtümlich mit einer historischen Ansprache vom 21. Januar auf dem Wenzelsplatz auf einem Lastwagen verwechselt wurde. (In dieser vorherigen hatte er die Demission der bisherigen bürgerlichen Regierung und die kommunistische Machtübernahme erklärt.)
1992 hielt Václav Havel auf dem Balkon in Bezug auf die vermeintliche vorherige Rede ebenfalls eine Ansprache, in der er das Ende des sozialistischen Systems in Tschechien verkündete.

## Gegenwart

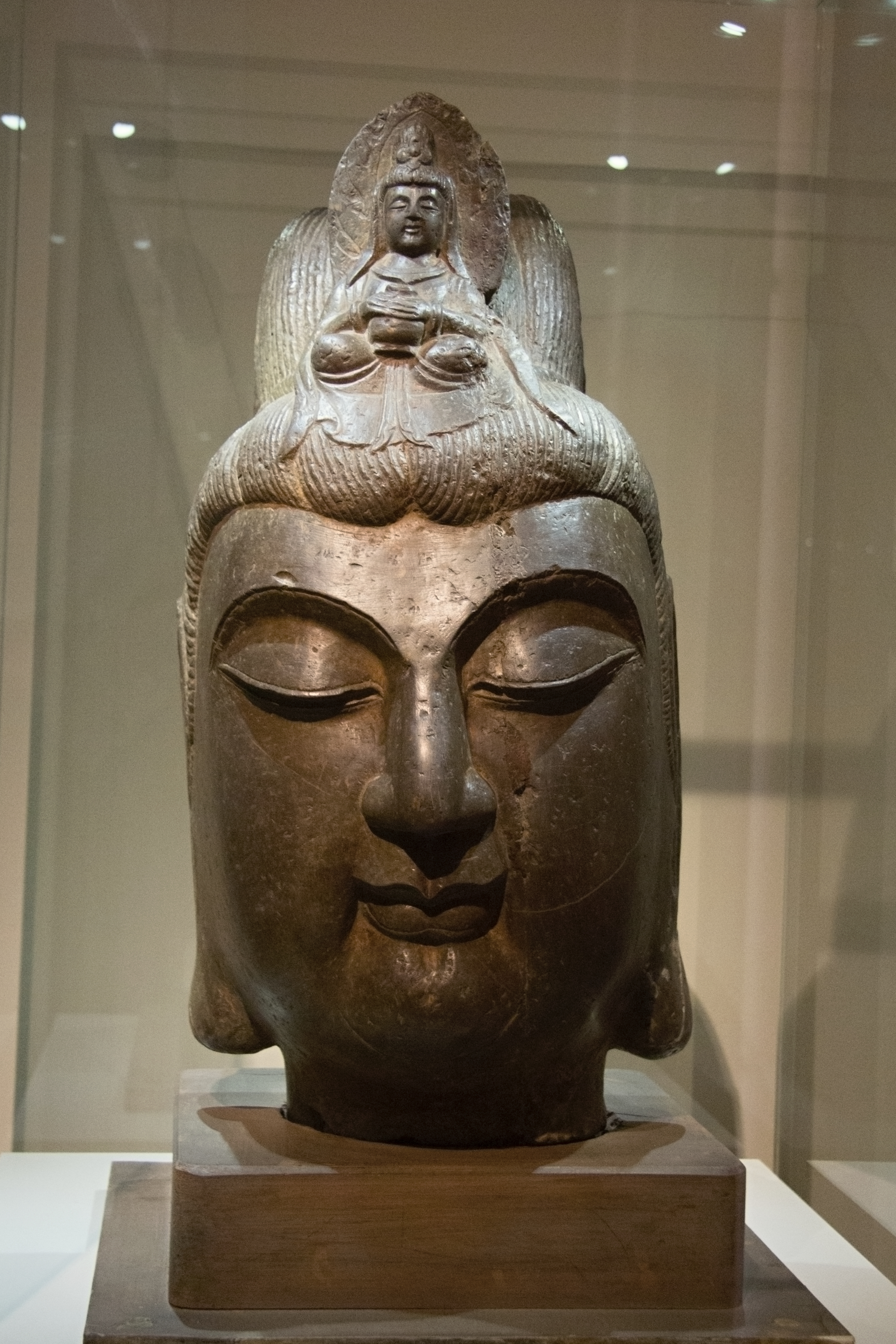
Buddha Amitābha, China, 12./13. Jahrhundert, in der Asiatischen Kunstabteilung

Heute beherbergt das Gebäude die Generaldirektion der Nationalgalerie Prag. Außerdem sind Dauerausstellungen mit antiker und asiatischer Kunst sowie über tschechische Landschaftsmalerei zu sehen.

## Architektur
Das Palais wurde im Stil des Rokoko errichtet, weist aber schon deutliche Anzeichen des aufkommenden Klassizismus auf. Der Figurenschmuck stammt aus der Werkstatt des Bildhauers Ignaz Franz Platzer. Der Anbau ist klassizistisch. Ebenso die Innenausstattung. 
Im nördlichen Teil sind Reste eines mittelalterlichen Kreuzgewölbes aus dem Vorgängerbau erhalten.